# Rode Brugbuurt

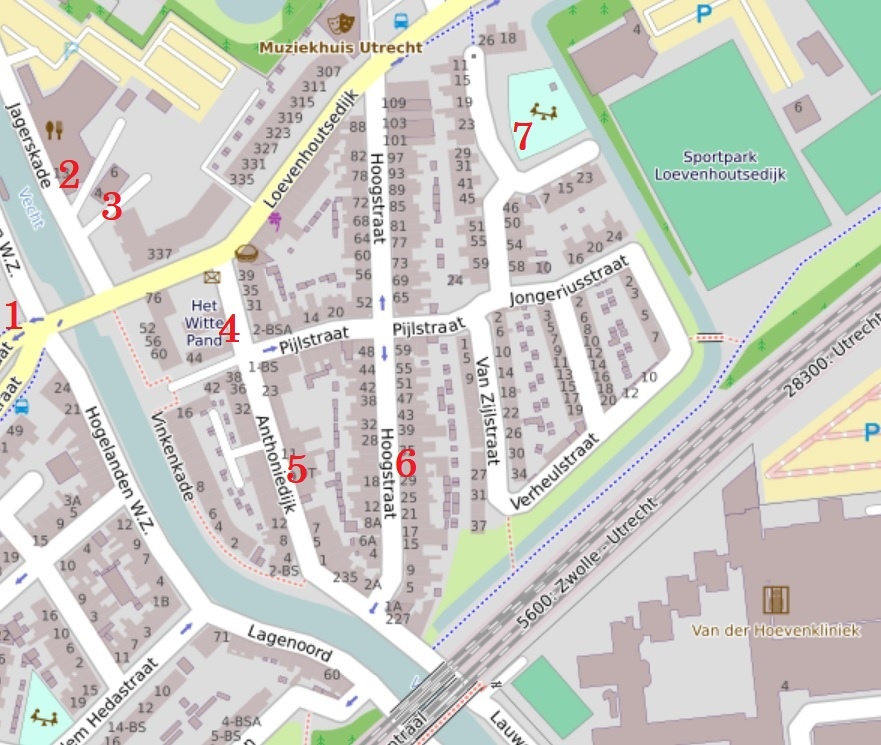
De Rode Brugbuurt in Utrecht 1=voormalig politiebureau 2=Vechthuis 3=Klaarenbeek 4=Het Witte Huis 5=diaconieschool 6=Stella Maris (Hoogstraat) 7=Woonschool Anthonieplein

De Rode Brugbuurt was een buurtje aan de Utrechtse Vecht buiten de stad Utrecht dat later onderdeel van de stad werd. De buurt is genoemd naar de Rode brug tussen de Anton Geesinkstraat en de Loevenhoutsedijk, en vormt in bredere zin een verbinding tussen de buurten Ondiep en Loevenhoutsedijk en omgeving.

## Geschiedenis

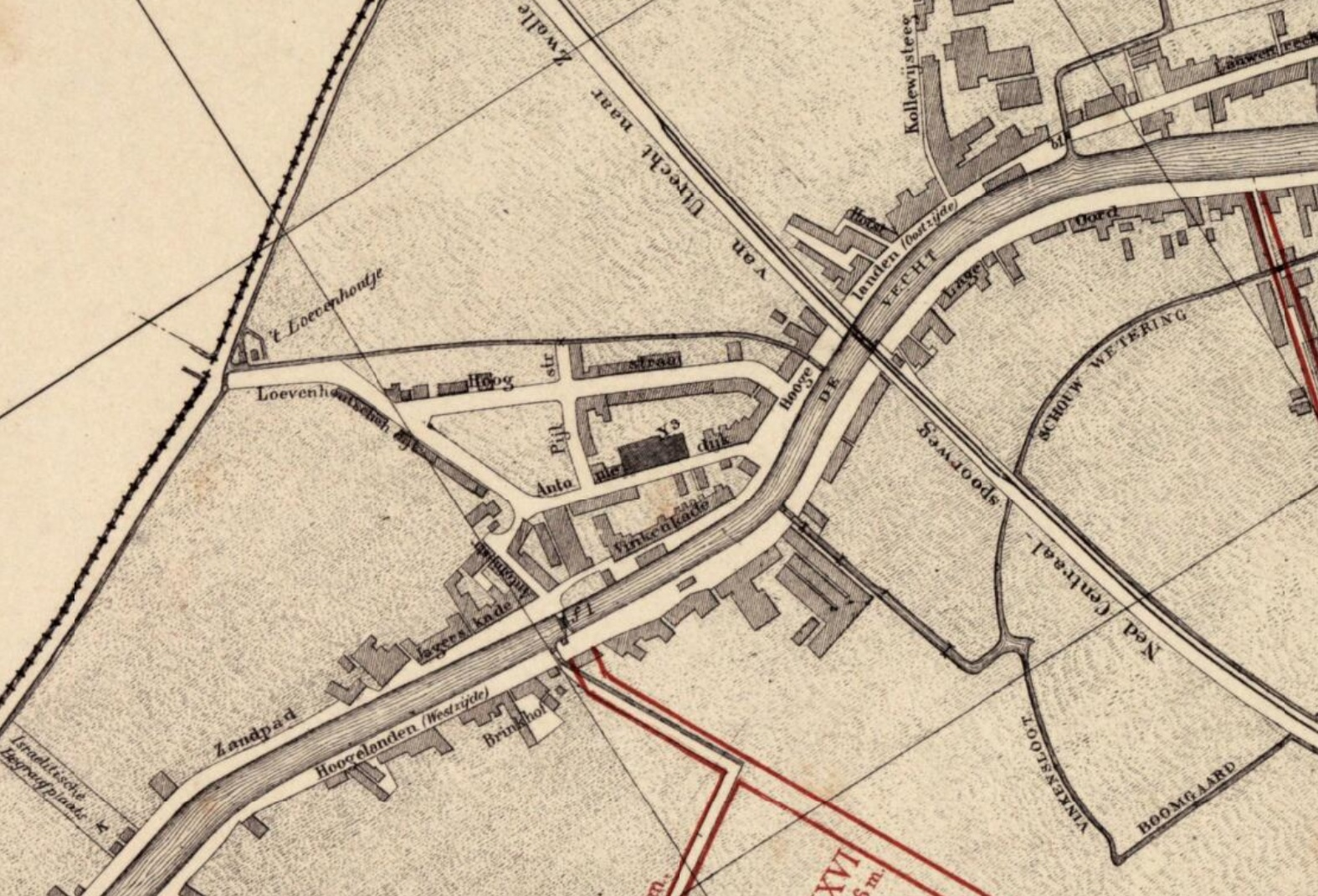
Kaart met de Rode Brugbuurt in 1887

### Infrastructuur
De Rode Brugbuurt staat al aangegeven op een kaart uit 1629. De Rode Brugh staat daarop aangegeven als een kleine nederzetting buiten de stadsmuren van Utrecht. De eerste bebouwing was vooral langs de Vecht. Bij de nederzetting staan onder andere het St. Anthoniegasthuys en het Loevenhout. Dit buitengebied van Utrecht werd de stadsvrijheid genoemd. Deze stadsvrijheid was onderverdeeld in zestien buitengerechten. De Rode Brugbuurt behoorde tot het buitengerecht Heerlijkheid Hogelanden. Bij een herindeling in 1816 werden de zestien buitengerechten verdeeld over vier nieuwe plattelandsgemeenten. De Rode Brugbuurt viel daarbij in de gemeente Lauwerecht. Toen de herindeling geen succes bleek, werden de vier plattelandsgemeenten in 1823 bij de stad Utrecht gevoegd.
Nadat het middeleeuwse gevaar van de Vikingen was geweken, werd Utrecht als handelsstad steeds belangrijker en nam ook de scheepvaart toe. Door het meanderen van de rivier ontstond verzanding. In 1338 werd de rivier rechtgetrokken van de huidige Rode brug naar de Utrechtse Oudegracht. Bij opgravingen nabij de brug in 2006 werden kuilen met afval uit de aardewerkproductie en tegelafval uit de 14e en 15e eeuw aangetroffen. Aan de oostzijde van de rivier lag in 1628 een weg, op de plaats van de huidige Zandpad, Jagerskade en Vinkenkade. Vanaf deze weg liepen twee wegen die landinwaarts samenkwamen. De noordelijkste weg begon bij de Rode Brug en kwam voor het grootste deel overeen met de Loevenhoutsedijk. De andere weg was de St. Anthonis Dijck, waar tegenwoordig de Anthoniedijk loopt. De Anthoniedijk liep in een rechte lijn dwars door de polder, langs de watertoren door naar de Gageldijk en Fort Ruigenhoek. Landinwaarts lagen aan de beide zijwegen een aantal boerenerven.

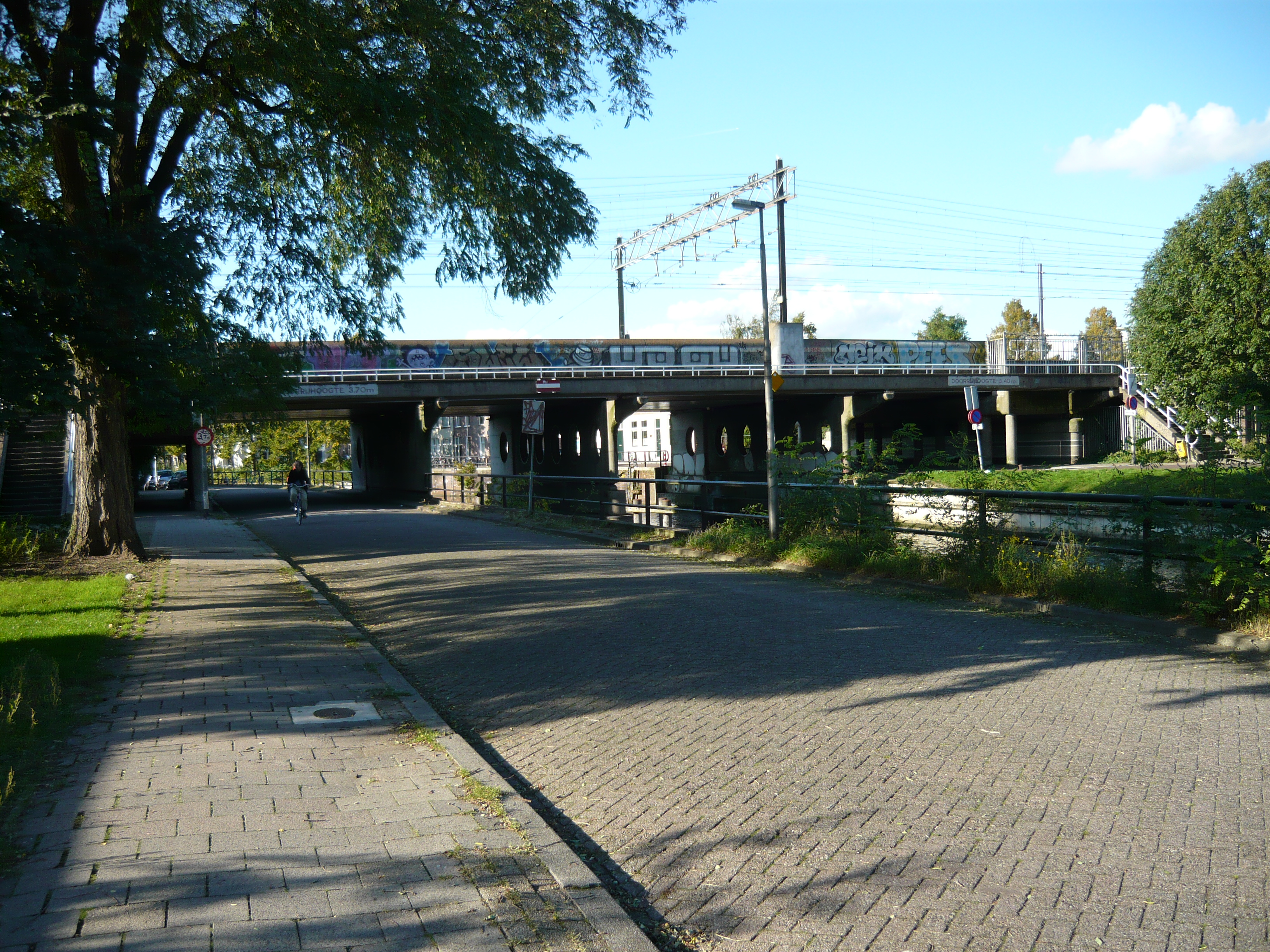
Gasthuismolenbrug

### Aanleg spoorweg
Ten behoeve van de spoorweg Centraalspoorweg werd in 1863 ter hoogte van de Rode Brugbuurt een spoorbrug over de Vecht in gebruik genomen. Deze draaibrug kon met handkracht worden opengedraaid om het scheepvaartverkeer door te laten. De spoorbrug is ontworpen door Utrechtse architect Sybold van Ravesteyn (1889–1983). Bij de brug was vanaf 1895 de halte Vechtbrug. De trein stopte er echter alleen op verzoek. Nadat de spoorbrug in 1910 was vervangen door een hogere brug, werd in 1941 het huidige spoorviaduct Gasthuismolenbrug in gebruik genomen.

## Economie
De middeleeuwse bewoners zijn naast winkeliers en scheepmaker vooral pannenbakkers en schuitjager. Tot de Tweede Wereldoorlog had de Rode Brugbuurt eigen bakkerijen, groentewinkels, slagerijen, kruidenierswinkels, kappers, cafés ’s, een snackbar en een viswinkel. Deze winkels zijn in de loop der tijd allemaal verdwenen.

### Dakpannenfabriek
Reeds in de 14e eeuw was in de Rode Brugbuurt al sprake van potten- en tegelbakkers aan de Vecht. . Aan de Vinkenkade stond honderden jaren een dakpannenfabriek. Het rond 2012 gerenoveerde witte pand met appartementen (Het Witte Pand) op de hoek van de Loevenhoutsedijk/Anthoniedijk is de vroegere droogschuur uit 1923. Onder de naam Hoogenlandse pan werden door de firma Van der Schroef tot 1925 pannen geproduceerd. Deze dakpannen werden vooral toegepast bij villabouw.

### Tuindersbedrijf
Op het terrein van buurthuis Stella Maris (Jagerskade 4) was tot in de jaren zestig van de 20e eeuw het tuinbouwbedrijf van de familie Klaarenbeek gevestigd. De schuren en loodsen op het binnenterrein werden verhuurd aan particulieren. Eind jaren zestig werden de bijgebouwen gesloopt en het terrein bebouwd. De voormalige boerderij bleef bestaan en werd gerestaureerd tot buurthuis. Omtrent 2010 werd het braakliggende terrein bebouwd met appartementen.

### Prostitutie
Als gevolg van de woningnood verschenen in de jaren zestig in de Vecht de eerste woonboten aan het Zandpad. Deze woonarken, die vooral door gezinnen werden bewoond, hadden geen nutsvoorzieningen. Toen de gezinnen elders woonruimte vonden, werden de boten gebruikt voor prostitutie. In 2013 werd de prostitutie in de woonboten aan het Zandpad gestaakt.

## Bebouwing
Op een kaart uit omstreeks 1825 is langs de Vecht nog steeds de meeste bebouwing te zien. De rest van het gebied is vooral agrarisch. Wel staat daarop de begraafplaats die in 1807 was aangelegd door de Israëlitische gemeente. Door de verbeterde verkeersverbindingen in de 20e eeuw vestigden zich bij Utrecht grote bedrijven als Werkspoor en de Demkastaalfabriek. Hierdoor groeiden wijken en buurten als de Rode Brugbuurt uit tot een eenvoudige arbeiderswijk. Naast deze nieuwe industrie bleef de bestaande bedrijvigheid van kleine fabrieken en de landbouw.

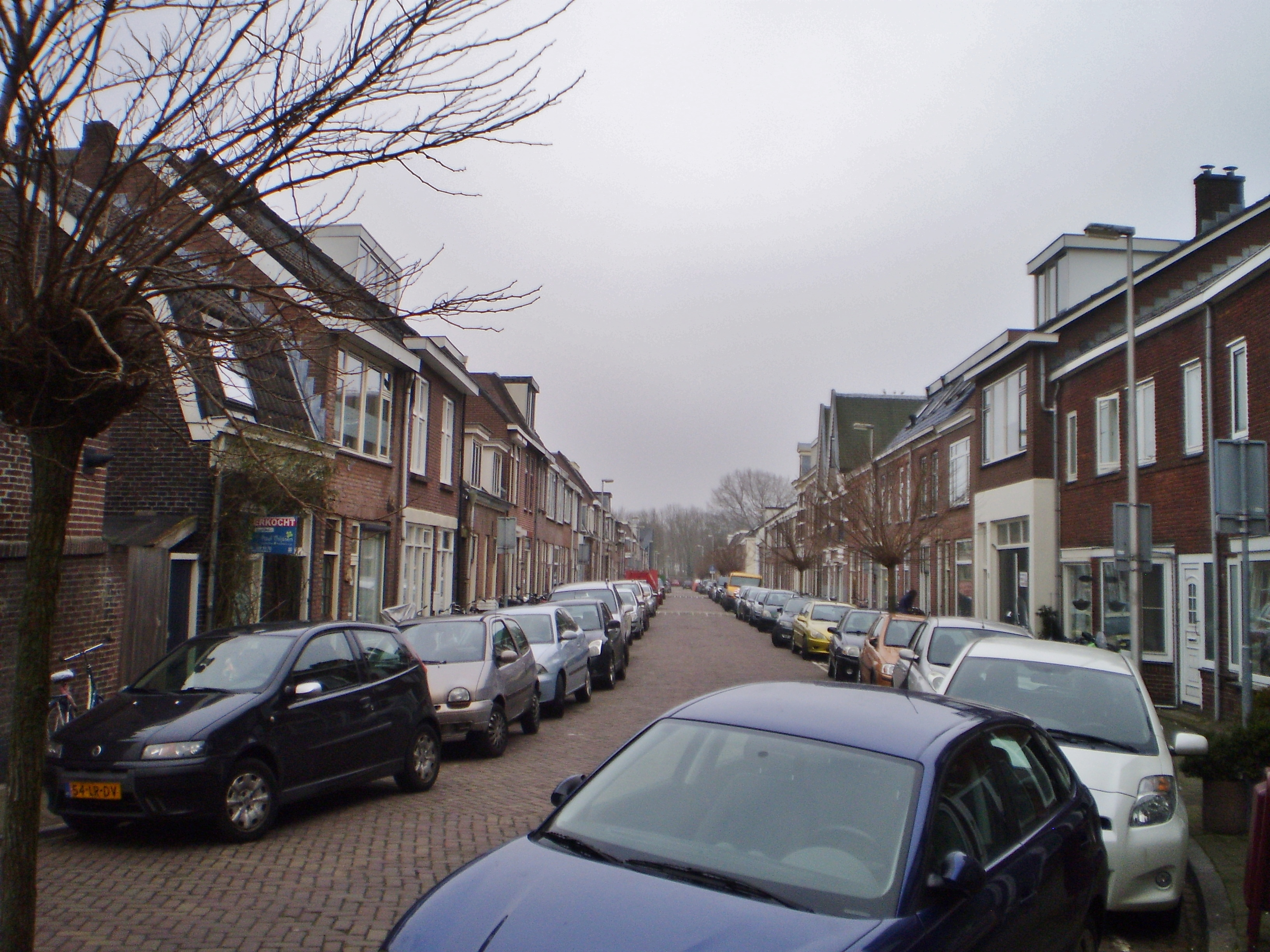
Hoogstraat vanaf de Lauwerecht

Door de uitbreiding van Utrecht werden na 1880 buiten de singels de ene na de andere woonwijk aangelegd. Na de bebouwing van de Loevensteinseweg werden aan het eind van de 19e eeuw nieuwe smalle straten aangelegd als de Hoogstraat. Het waren voornamelijk eenvoudige arbeiderswoningen. De oude Rode Brugbuurt bestond uit de straten Vinkenkade, Hoogstraat, Loevenhoutsedijk, Anthoniedijk, Anthoniesteeg/straat en de Pijlstraat. Ook een stukje van de Jagerskade en Hoogelanden Oostzijde, het tegenwoordige Lauwerecht werd tot de Rode Brugbuurt gerekend.
Kort na de oorlog werden het Anthonieplein en het 'hovenierswijkje' aangelegd, bestaande uit de Zijlstraat, Van der Steenstraat, Verheulstraat en Jongeriusstraat. Al rond 1950 werden de eerste huizen vanwege bouwvalligheid alweer afgebroken of gerenoveerd. Veel huizen aan de Loevenhoutsedijk werden gesloopt voor de aanleg van een weg die de wijk Ondiep met de nieuwe wijk Overvecht ging verbinden. Naast wegen en woningen kwamen er ook buurtwinkels, scholen, horecagelegenheden, sportverenigingen en een politiepost. Het woongenot werd beïnvloed door de in 1827 aan de Hogelanden Oostzijde (de huidige Lauwerecht) gebouwde beenzwartfabriek. Beenzwart is een voornamelijk uit koolstof bestaand materiaal dat vervaardigd werd door verkoling van dierlijke beenderen. Dit geschiedde in een beenzwartbranderij. De aanvoer van deze De Benenkluif, zoals de fabriek in de volksmond werd genoemd, ging via het spoor of per auto. De (open) auto ’s reden dan door de Rode Brugbuurt, wat een enorme stank veroorzaakte. De fabriek werd in de jaren zestig door de gemeente uitgekocht, waarna de fabriek werd gesloopt. Na de sloop had de wijk meermalen te maken met een rattenplaag.

### Het Vechthuis
Eind jaren zestig bleef bij de sloop van de huizen aan de Jagerskade het pand op de nummers 13 en 15 bestaan. Dit 'pand met de trapgevels' werd waarschijnlijk in de 16e eeuw gebouwd als bedrijfspand. Het werd eind 19e eeuw gebruikt als smederij en als pakhuis. Na een grote restauratie kreeg het in de jaren zeventig onder de naam Het Vechthuis een functie als party- en congrescentrum. In 1998 werd het door de gemeente verkocht. Sinds april 2019 was er een onderneming (Kaliber) in het Vechthuis gevestigd. Eind 2019 zal het Vechthuis gedeeltelijk worden gesloopt om plaats te maken voor luxe appartementen. De monumentale voorgevel zal blijven bestaan.

### Politiepost
De gesloten gemeenschap uit de Rode Brugbuurt was aan het begin van de 20e eeuw nogal berucht, zodat een politiepost wenselijk was. In november 1909 werd een politiepost aan de Hogelanden Westzijde geopend, aan overzijde van de Rode Brug. In het politiebureau bevonden zich op de benedenverdieping een aantal cellen. De bovenverdieping werd bewoond door het gezin van de brugwachter. Het gebouw werd tot 1971 gebruikt als politiebureau. Omstreeks 2006 is het verbouwd om plaats te bieden aan gezondheidszorg rond dak- en thuisloze alcoholverslaafden.

### Verdwenen bebouwing
Sint Anthoniegasthuis

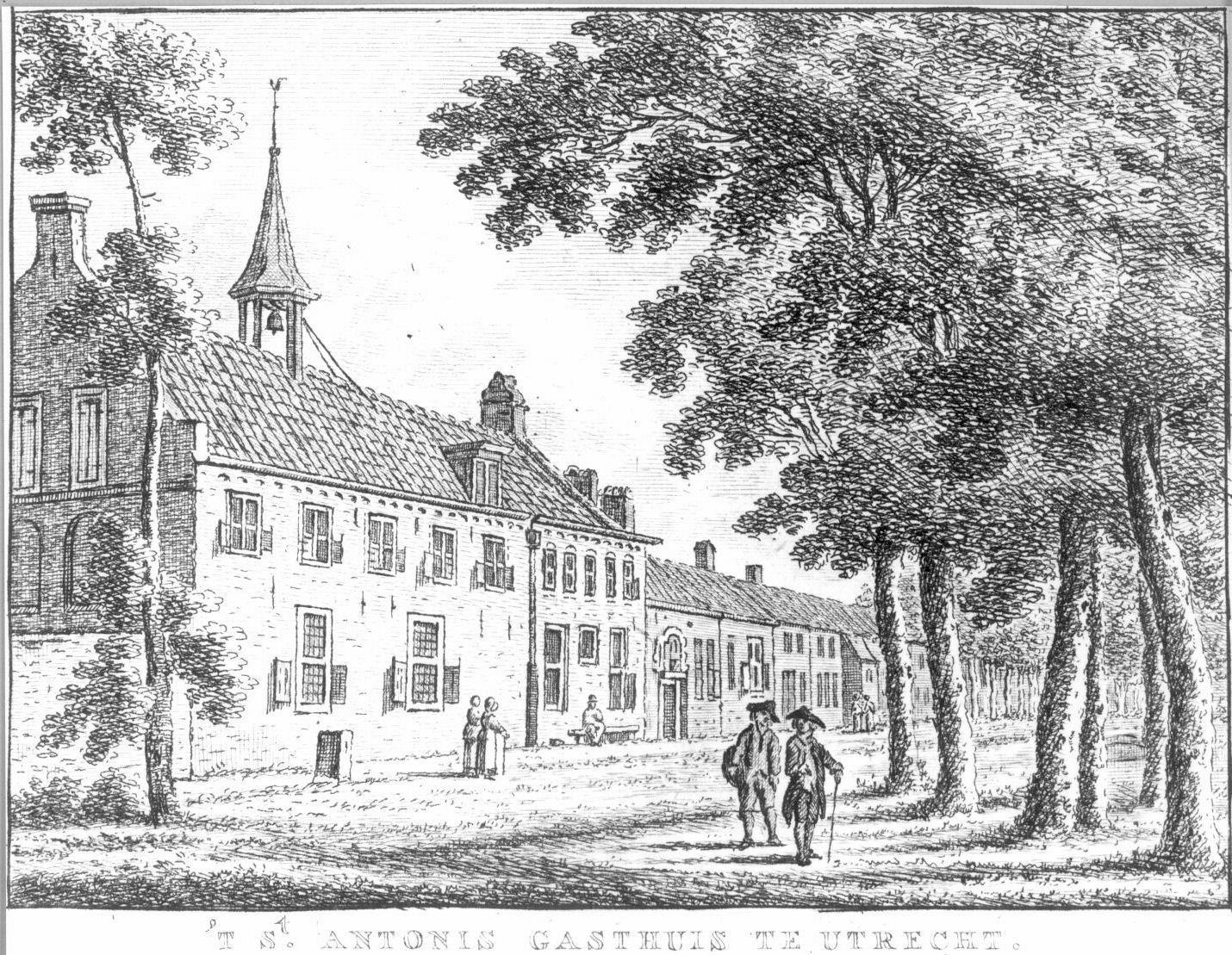
St. Antoniegasthuis te Utrecht (1788)

Aan het begin van de St. Anthonis Dijck stond tot 1817 het Sint-Anthoniegasthuis. Dit gasthuis was gesticht in 1435. In 1817 werden alle Utrechtse gasthuizen samengevoegd, waarna het Sint-Anthoniegasthuis werd afgebroken.
Het Loevenhout
Het Loevenhout was een boerderij annex herberg en brouwerij. Het stond bij een kruispunt van wegen aan de St. Anthonis Dijck, zo’n honderd meter ten noorden van het tegenwoordige Muziekhuis. Het Loevenhout stond op het terrein van de tegenwoordige rioolwaterzuivering. In het Utrechts Archief bevindt zich een tekening van het gebouw in 1789.
Anthonieplein
In 1948 werd ter hoogte van de latere Miltenburgstraat het wooncomplex Anthonieplein gebouwd. De woningen van deze zogenaamde woonschool werden bewoond door sociaal en economische zwakke gezinnen. Rond een grasveld stonden in een in een hoefijzervorm in totaal 40 woningen. In 1951 werden bij het plein een badhuis, een kantoor, cursuslokalen en een opzichterswoning gebouwd. Door de opzichters werd streng toegezien op de bewoners, hun huishouding en de opvoeding van de kinderen. Toen de bewoners zich steeds meer gingen verzetten tegen deze woonbegeleiding en hun bestempeling als 'asociaal' werd het complex in de jaren zeventig opgeheven en gesloopt. De opzichterswoning aan de Loevenhoutsedijk bleef bestaan en heeft de bescherming gemeentelijk monument. De Miltenburgstraat en de Gresnigtstraat liggen op de plek van het vroegere Anthonieplein.
Diaconieschool
In 1880 werd door de hervormde gemeente de Vijfde Diaconieschool gebouwd aan de Antoniedijk. Het gebouw werd in 1909 vervangen door nieuwbouw aan de Antoniedijk 9. Het gebouw was later in gebruik als buurthuis. Het naastgelegen gebouw op nummer 9 werd gebouwd als onderwijzerswoning. In 1937 stichtte pastoor Welman van de Sint-Josephparochie in het gebouw Hoogstraat 31-33 de Sint-Antoniuskapel. In de rechterhelft van het gebouw werd kort daarna een katholieke kleuterschool ondergebracht. In de jaren zestig zaten nog veel buurtkinderen op een school aan de Draaiweg, nu gaan alle kinderen van de Rode Brugbuurt in omliggende wijken naar school.

## Gemeenschap

### Buurtverenigingen
Er waren in de buurt drie buurtverenigingen actief, Hoogelanden (Hoogstraat en omgeving), Margriet (Loevenhoutsedijk) en Sint Moritz (Anthonieplein). De oudste en enig overgebleven buurtvereniging Hoogelanden werd opgericht on 1910 en vierde in 2015 het 95-jarig bestaan.
Na de oorlog werden twee buurthuizen in de wijk opgericht: Stella Maris en Hoogelanden. Het katholieke Stella Maris was onderdeel van de Sint-Josephparochie. Het buurthuis was gevestigd aan de Hoogstraat 31-33, een ander deel in de voormalige school aan de Anthoniedijk. In datzelfde pand was op de tweede en derde verdieping het buurthuis Hoogelanden gevestigd. In de karen zeventig zouden de beide buurtverenigingen worden samengevoegd onder de naam ‘’Stella Maris’’. Stella Maris verhuisde in 2011 naar de voormalige boerderij op Jagerskade 4.

### Voetbalvereniging DWSV
Op 9 mei 1931 werd voetbalvereniging DWSV opgericht (Door Wilskracht Steeds Vooruit. Nadat ze een aantal jaren op een veld in de polder, grenzend aan de Rode Brugbuurt) hadden gespeeld, werd de vereniging na een periode van omzwervingen door de stad ondergebracht op het nabijgelegen Sportpark Loevenhoutsedijk.

### IJsbanen
Een drietal boeren aan de rand van de Rode Brugbuurt liet na de Tweede Wereldoorlog hun landen onder water lopen. Een lichte vorst was vaak al voldoende om op het ontstane landijs te schaatsen. Deze ijsbanen droegen de namen Sint Moritz, Siberië en Arosa.